# Zarmihr Karen
Zarmihr Karen fou un general iranià membre de la casa dels Karen o Kārin, que va governar Armènia pels Sassànides durant una revolta dels armenis.

## Biografia
El 482, un conflicte entre la Pèrsia sassànida i el regne d'Ibèria va suposar una revolta a Armènia. El rei persa Peroz I va enviar al general Xahpuhr Mihran que va reprendre el control del país, però cridat a Ctesifont va deixar el camp lliure un dels caps insurgents, Baanes Mamiconi, que va reprendre Dvin.
A la primavera del 483, Peroz va enviar un altre general, Zarmihr Karen, que va posar setge davant Dvin. Per no ser encerclat per un exèrcit molt superior en nombre, Baanes va organitzar una sortida que va agafar els perses per sorpresa, i es va refugiar a les muntanyes. Es va dirigir cap a la frontera bizantina, calculant que Pèrsia no desitjava pas tenir un incident de frontera i no volia entrar en guerra amb l'Imperi Romà d'Orient. Però Zarmihr el va seguir de prop i va aconseguir, després d'una caminada de nit, a arribar a l'alba al campament armeni i es va poder apoderar d'algunes princeses, però Baanes i els principals nakharark van tenir temps de guanyar la muntanya. Zarmihr somiava probablement a acabar amb els amotinats, quan va rebre l'ordre de marxar a fer la guerra a Vakhtang I Cap de Llop, rei d'Ibèria. El rei de Pèrsia va nomenar a continuació a Xahpuhr de Rayy com marzban d'Armènia.
Després de la mort de Peroz, mort en una batalla contra els heftalites, Zarmihr va abandonar Ibèria (Geòrgia) i va tornar a Ctesifont, per participar en la defensa de l'Imperi persa i a l'elecció del nou rei. Amb Xahpuhr de Rayy governant, van fer elegir Valash, un germà de Peroz, i Zarmihr esdevingué l'autèntic amo de l'Imperi sassànida.